# パウル・ジンガー

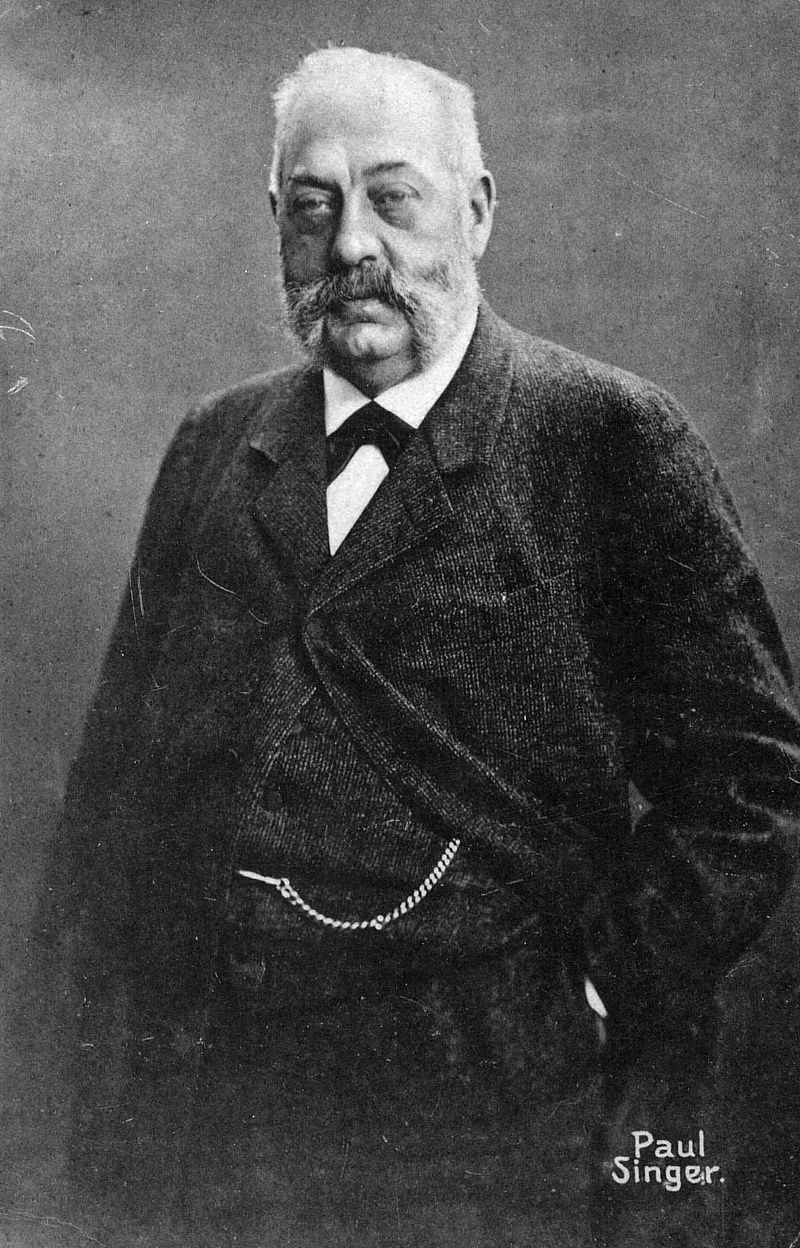
1905年のジンガー

パウル・ジンガー（Paul Singer, 1844年1月16日‐1911年1月31日）は、ドイツの実業家、政治家。ドイツ社会民主党の設立者の一人で、党首を務めた。

## 経歴
ベルリンにユダヤ人の商店主の9番目の息子として生まれる。実業学校を卒業したのち小売商としての修業を積む。長年商取引に従事したのち、1887年に兄と婦人用コートの工場を設立し、裕福な資産家となった。
1862年に労働運動に投じてドイツ進歩党に入党。1868年にアウグスト・ベーベルやヴィルヘルム・リープクネヒトと知り合う。同年ドイツ労働者協会の共同設立者となる。翌年社会民主主義労働者党（SDAP）に入党。その後1878年までは目立った政治活動はなかった。しかしその年に政府により社会主義者鎮圧法が施行されると、社会主義者の団結を目指す活動に従事。ロンドンに亡命していたカール・マルクスやフリードリヒ・エンゲルスとの接触に賛成し、1879年に家宅捜索を受け、以後は政治警察の監視下に置かれた。しかし彼は社会主義運動に資金を提供し続けた。1879年、「社会民主主義者」紙を共同で設立。1884年、「ベルリン国民新聞」を設立し、同紙は1891年の社会主義者鎮圧法解除後のSPDの中心的機関紙「前進」の母体となった。以後もさまざまな労働運動に資金を提供し続ける。

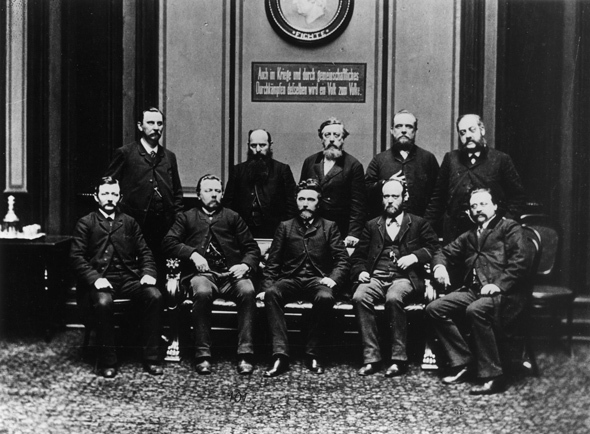
1889年の帝国議会SDAP議員団。ジンガー（後列右端）、ベーベル（前列中央）、リープクネヒト（後列中央）らの顔が見える

根強い反セム主義にもかかわらず1884年にベルリン市議会議員に当選し、1887年からは同市議会でSDAP議員団長を務める。また1884年にはドイツ帝国議会議員にも選出され、1885年に党議員団代表部入りし、1890年からは議員団長に就任。国会議員にもかかわらず1886年にベルリンから追放処分を受け、翌年はオッフェンバッハから追放され、ドレスデンに住んだ。この措置には非合法だった同党の支持者から非難声明が出された。1887年、党執行部入り。1890年にベルリンに戻る。
この年SDAPはドイツ社会民主党（SPD）と名称を変更。ジンガーはベーベルと共に党首に選出された。1890年から1909年までの党大会（1901年を除く）は彼が議長を務めた。1898年に起きた修正主義論争ではエドゥアルト・ベルンシュタインの考えに反対したが、彼の党からの除名には反対した。ベーベルやリープクネヒトと共に、ジンガーは創設まもないSPDで指導的立場にあった。
こうした労働運動とは別に、反セム主義への反対運動にも活躍し、またベルリンでのホームレス支援やユダヤ人協会での活動でも高い人気を得た。その葬儀には100万人が参列したといい、ベルリンで行われた葬儀としては最大規模といわれる。墓はベルリンの社会主義者墓地にある。